# Single numer jeden w roku 1999 (Japonia)
Notowanie Weekly Singles Chart (jap. 週間シングルチャート Shūkan Shinguru Chāto) przedstawia najlepiej sprzedające się single w Japonii. Publikowane jest ono przez magazyn Oricon Style, a dane kompletowane są przez Oricon w oparciu o cotygodniowe wyniki sprzedaży fizycznej singli. Poniżej znajdują się tabele prezentujące najpopularniejsze single w danych tygodniach w roku 1999.

## Oricon Weekly Singles Chart
| Data            | Utwór                                                        | Wykonawca                                                       | Źródło |
| --------------- | ------------------------------------------------------------ | --------------------------------------------------------------- | ------ |
| 4 stycznia      | wstrzymanie publikacji                                       | wstrzymanie publikacji                                          | [ 1 ]  |
| 11 stycznia     | „I HAVE NEVER SEEN”                                          | Namie Amuro                                                     | [ 1 ]  |
| 18 stycznia     | „Last Chance” (jap. ラストチャンス)                          | Something ELse                                                  | [ 1 ]  |
| 25 stycznia     | „Hikari no sasu ho e” (jap. 光の射す方へ)                    | Mr. Children                                                    | [ 1 ]  |
| 1 lutego        | „Asa ga mata kuru” (jap. 朝がまた来る)                       | DREAMS COME TRUE                                                | [ 1 ]  |
| 8 lutego        | „Sono Speed de” (jap. そのスピードで)                        | the brilliant green                                             | [ 1 ]  |
| 15 lutego       | „Winter,again”                                               | Glay                                                            | [ 1 ]  |
| 22 lutego       | „Winter,again”                                               | Glay                                                            | [ 1 ]  |
| 1 marca         | „Movin' on without you”                                      | Hikaru Utada                                                    | [ 1 ]  |
| 8 marca         | „Yamenai de,PURE/BABY LOVE” (jap. やめないで,PURE/BABY LOVE) | KinKi Kids                                                      | [ 1 ]  |
| 15 marca        | „Dango 3 kyōdai” (jap. だんご3兄弟)                          | Kentarō Hayami, Ayumi Shigemori, Himawari Kids, Dango Gasshōdan | [ 1 ]  |
| 22 marca        | „Dango 3 kyōdai” (jap. だんご3兄弟)                          | Kentarō Hayami, Ayumi Shigemori, Himawari Kids, Dango Gasshōdan | [ 1 ]  |
| 29 marca        | „Dango 3 kyōdai” (jap. だんご3兄弟)                          | Kentarō Hayami, Ayumi Shigemori, Himawari Kids, Dango Gasshōdan | [ 1 ]  |
| 5 kwietnia      | „my first love”                                              | Takako Uehara                                                   | [ 1 ]  |
| 12 kwietnia     | „Believe Your Smile/OPEN THE GATE”                           | V6/20th Century                                                 | [ 1 ]  |
| 19 kwietnia     | „MIND GAMES”                                                 | Zard                                                            | [ 1 ]  |
| 26 kwietnia     | „LOVE ~Destiny~/LOVE ~since 1999~”                           | Ayumi Hamasaki/Ayumi Hamasaki & Tsunku♂                         | [ 1 ]  |
| 3 maja          | „HEAVEN’S DRIVE”                                             | L’Arc-en-Ciel                                                   | [ 1 ]  |
| 10 maja         | „HEAVEN’S DRIVE”                                             | L’Arc-en-Ciel                                                   | [ 1 ]  |
| 17 maja         | „Grateful Days”                                              | Dragon Ash                                                      | [ 1 ]  |
| 24 maja         | „I’LL BE”                                                    | Mr. Children                                                    | [ 1 ]  |
| 31 maja         | „Survival” (jap. サバイバル)                                 | Glay                                                            | [ 1 ]  |
| 7 czerwca       | „Flower” (jap. フラワー)                                     | KinKi Kids                                                      | [ 1 ]  |
| 14 czerwca      | „Pieces”                                                     | L’Arc~en~Ciel                                                   | [ 1 ]  |
| 21 czerwca      | „Giri giri chop” (jap. ギリギリchop)                         | B’z                                                             | [ 1 ]  |
| 28 czerwca      | „Ura BTTB” (jap. ウラBTTB)                                   | Ryūichi Sakamoto                                                | [ 1 ]  |
| 5 lipca         | „Ura BTTB” (jap. ウラBTTB)                                   | Ryūichi Sakamoto                                                | [ 1 ]  |
| 12 lipca        | „Ura BTTB” (jap. ウラBTTB)                                   | Ryūichi Sakamoto                                                | [ 1 ]  |
| 19 lipca        | „Ura BTTB” (jap. ウラBTTB)                                   | Ryūichi Sakamoto                                                | [ 1 ]  |
| 26 lipca        | „BE TOGETHER”                                                | Ami Suzuki                                                      | [ 1 ]  |
| 2 sierpnia      | „Boys & Girls”                                               | Ayumi Hamasaki                                                  | [ 1 ]  |
| 9 sierpnia      | „Boys & Girls”                                               | Ayumi Hamasaki                                                  | [ 1 ]  |
| 16 sierpnia     | „Boys & Girls”                                               | Ayumi Hamasaki                                                  | [ 1 ]  |
| 23 sierpnia     | „A”                                                          | Ayumi Hamasaki                                                  | [ 1 ]  |
| 30 sierpnia     | „A”                                                          | Ayumi Hamasaki                                                  | [ 1 ]  |
| 6 września      | „Koko dewa nai, dokoka e” (jap. ここではない、どこかへ)      | Glay                                                            | [ 1 ]  |
| 13 września     | „A”                                                          | Ayumi Hamasaki                                                  | [ 1 ]  |
| 20 września     | „LOVE Machine” (jap. LOVEマシーン)                           | Morning Musume.                                                 | [ 1 ]  |
| 27 września     | „LOVE Machine” (jap. LOVEマシーン)                           | Morning Musume.                                                 | [ 1 ]  |
| 4 października  | „LOVE Machine” (jap. LOVEマシーン)                           | Morning Musume.                                                 | [ 1 ]  |
| 11 października | „OUR DAYS”                                                   | Ami Suzuki                                                      | [ 1 ]  |
| 18 października | „Ame no Melody/to Heart” (jap. 雨のMelody/to Heart)          | KinKi Kids                                                      | [ 1 ]  |
| 25 października | „Ame no Melody/to Heart” (jap. 雨のMelody/to Heart)          | KinKi Kids                                                      | [ 1 ]  |
| 1 listopada     | „Subete e” (jap. すべてへ)                                   | 19                                                              | [ 1 ]  |
| 8 listopada     | „LOVE FLIES”                                                 | L’Arc~en~Ciel                                                   | [ 1 ]  |
| 15 listopada    | „A・RA・SHI”                                                 | Arashi                                                          | [ 1 ]  |
| 22 listopada    | „Addicted To You”                                            | Hikaru Utada                                                    | [ 1 ]  |
| 29 listopada    | „Addicted To You”                                            | Hikaru Utada                                                    | [ 1 ]  |
| 6 grudnia       | „Chokotto LOVE” (jap. ちょこっとLOVE)                        | Pettite Moni                                                    | [ 1 ]  |
| 13 grudnia      | „Chokotto LOVE” (jap. ちょこっとLOVE)                        | Pettite Moni                                                    | [ 1 ]  |
| 20 grudnia      | „kanariya”                                                   | Ayumi Hamasaki                                                  | [ 1 ]  |
| 27 grudnia      | „HEAVEN/Squall”                                              | Masaharu Fukuyama                                               | [ 1 ]  |